# Země plná trpaslíků
Země plná trpaslíků je čtvrté studiové album české hudební kapely Kabát. Nahráváno bylo v od srpna do října roku 1995 ve studiu Hacienda. Ve stejném roce bylo i vydáno. Kromě skupiny Kabát se na albu podíleli i další hosté, například M. Slezák, D. Čámský. Album se původně mělo jmenovat Sněhurka je negr, to však neprošlo cenzurou. Album produkoval Miloš "Dodo" Doležal.

## Seznam skladeb
| Pořadí         | Název                                             | Autor                         | Délka |
| -------------- | ------------------------------------------------- | ----------------------------- | ----- |
| 1.             | Piju já, piju rád                                 | Tomáš Krulich · Milan Špalek  | 3:34  |
| 2.             | Už mě bijou                                       | Ota Váňa · Špalek             | 3:11  |
| 3.             | Dávám ti jeden den                                | Špalek · Špalek               | 3:30  |
| 4.             | Všude tu sou (aneb o hodných, ale zlých skřetech) | Hurvajs · Špalek              | 2:58  |
| 5.             | Jen sem ztratil směr                              | Váňa · Špalek                 | 4:19  |
| 6.             | Dávno už vím                                      | Krulich · Špalek              | 3:49  |
| 7.             | Země plná trpaslíků                               | Krulich · Špalek              | 3:33  |
| 8.             | Zhasněte světla                                   | Krulich · Špalek              | 3:16  |
| 9.             | Zasypat to vápnem                                 | Hurvajs, Krulich · Špalek     | 2:22  |
| 10.            | Silnej jako vůl                                   | Váňa · Špalek                 | 2:54  |
| 11.            | Tak teda pojď                                     | Špalek · Špalek               | 3:17  |
| 12.            | Václav je na plech                                | Váňa · Špalek                 | 3:28  |
| 13.            | Láďa                                              | Josef Vojtek, Špalek · Špalek | 2:54  |
| Celková délka: | Celková délka:                                    | Celková délka:                | 43:40 |